# Stevan Pešić
Stevan Pešić (srbsko Стеван Пешић), jugoslovanski (srbski) pisatelj in pesnik, * 1939, Donji Kovilj, † 1994, Beograd.
Pešić je osnovno šolo končal v rojstnem kraju, Kovilju, gimnazijo pa v Sremskih Karlovcih. Kot svobodni umetnik je živel in ustvarjal v Beogradu. Leta 1965 je objavil prvo pesniško zbirko, Mesečeva enciklopedija.
Prepotoval je velik del sveta, a največ se je zadrževal v Tibetu, Indiji in na Šrilanki. Najbolj je znan po svojih poetičnih potopisih iz Nepala in Šrilanke (Katmandu 1982, Svetli otok 1984), v katerih je izrazil in razjasnil svoje filozofske misli: 
»U kosmosu postoji radost kao sila, energija. Nije stvaralačka, ali daje smisao stvaranju; nije joj uzrok ni postojanje sveta, jer su joj život i smrt jednaki. Kod životinja i bilja je česta, kod ljudi je izuzetna milost.« (Svetli otok)
Njegova mati Darinka je leta 1988 Mestni knjižnici Novi Sad poklonila veliko knjig iz njegove domače knjižnice, veliko pa jih ima tudi podpis in posvetilo avtorja.
Čeprav je objavil več knjig, je leta 1994 umrl v revščini.
1. 1 2 3 4  http://riznicasrpska.net/knjizevnost/index.php?topic=919.0
2. ↑  data.bnf.fr: platforma za odprte podatke — 2011.